# Słoboda (obwód kijowski)
Słoboda (ukr. Слобода) – wieś na Ukrainie, w obwodzie kijowskim, w rejonie obuchowskim. W 2001 liczyła 1821 mieszkańców, spośród których 1795 wskazało jako ojczysty język ukraiński, 25 rosyjski, a 1 mołdawski.